# ويليام برون
ويليام برون (بالفرنسية: Guillaume-Charles Brun)‏ (و. 1825 – 1908 م) هو رسام فرنسي، ولد في مونبلييه، توفي في باريس، عن عمر يناهز 83 عاماً.